# Прелука Веке (Марамуреш)
Прелука Веке (рум. Preluca Veche) насеље је у Румунији у округу Марамуреш у општини Копалник Манаштур. Oпштина се налази на надморској висини од 694 m.

## Становништво
Према подацима из 2002. године у насељу је живело 391 становника, од којих су сви румунске националности.